# Залесе (Тухольський повіт)
Залесе (пол. Zalesie) — село в Польщі, у гміні Цекцин Тухольського повіту Куявсько-Поморського воєводства.
Населення — 207 осіб (2011).
У 1975-1998 роках село належало до Бидгощського воєводства.

## Демографія
Демографічна структура станом на 31 березня 2011 року:
|          | Загалом | Допрацездатний вік | Працездатний вік | Постпрацездатний вік |
| -------- | ------- | ------------------ | ---------------- | -------------------- |
| Чоловіки | 104     | 15                 | 79               | 10                   |
| Жінки    | 103     | 22                 | 59               | 22                   |
| Разом    | 207     | 37                 | 138              | 32                   |